# 2013年のバスケットボール
< 2013年 | 2013年のスポーツ
2013年のバスケットボール（2013ねんのバスケットボール）では、2013年（平成25年）のバスケットボール関連の出来事をまとめる。

## できごと

### 1月
- 13日 - 皇后杯全日本総合選手権、でトヨタ自動車がJXに90－69で勝ち初優勝。
- 14日 - 天皇杯全日本選手権男子決勝、パナソニックが64-61でアイシンを下し16年ぶり10回目の優勝。
- 21日 - NBA・サクラメント・キングスの経営権をシアトルの投資グループが買収[1]。

### 4月
- 2日 - 元男子日本代表の長谷川誠が引退を表明[2]。
- 8日 - 第75回NCAA男子バスケットボールトーナメント優勝戦がアトランタのジョージア・ドームで行われ、ルイビル大学が27年ぶり3度目の優勝。
- 9日 - 第32回NCAA女子バスケットボールトーナメント決勝がニューオーリンズ・アリーナで行われ、コネチカット大学が3年ぶり9度目のV。
- 22日 - JBL 2012-13ファイナル、アイシンが東芝を降し優勝。最後のJBLチャンピオンに輝く。

### 5月
- 10日・12日 - ユーロリーグ優勝戦がロンドンO2アリーナで行われ、ギリシャのオリンピアコスが2連覇を達成した。

## 国内大会

### その他日本国内
- JBL 2012-13ファイナル
  - 第1戦 アイシンシーホース 77 - 71	東芝ブレイブサンダース
  - 第2戦 東芝ブレイブサンダース 65 - 61 アイシンシーホース
  - 第3戦 東芝ブレイブサンダース 74 - 67 アイシンシーホース
  - 第4戦 アイシンシーホース 74 - 65 東芝ブレイブサンダース
  - 第5戦 アイシンシーホース 58 - 54 東芝ブレイブサンダース

- 第87回天皇杯・第78回皇后杯全日本総合選手権（1月1日〜14日）
  - 男子
    - 決勝：パナソニックトライアンズ 64 - 61 アイシンシーホース
      - パナソニックは16年ぶり10回目の優勝。

  - 女子
    - 決勝：トヨタ自動車アンテロープス 90 - 69 JX-ENEOSサンフラワーズ
      - トヨタ自動車は初優勝。

- 高校総体（7月29日～8月3日・大分県）
  - 男子決勝： 京北（東京） 105 - 94 藤枝明誠（静岡）
    - 40年ぶり2回目

  - 女子決勝： 桜花学園（愛知） 62 - 58 昭和学院（千葉）
    - 2年連続19回目

- 第44回全国高等学校バスケットボール選抜優勝大会（東京都渋谷区・東京体育館）
  - 男子決勝： 明成（宮城） 92 - 　78福岡大大濠（福岡）
    - 4年ぶり2回目

  - 女子決勝： 桜花学園（高校総体優勝・愛知） 79 - 69 岐阜女子（岐阜）
    - 2年連続19回目